# 開心主流派
《開心主流派》（英語：The Mad Mad Comedians）是1990年初由亞洲電視製作，曾志偉與林敏驄合作主持的14集搞笑節目，此節目成功為香港提供了一批創作人及喜劇演員，包括林超榮、苑瓊丹、安德尊等等，監製為曾志偉及梁偉雄。
相隔30年後的2020年，警務處處長鄧炳強與曾志偉主理的明星足球隊晚餐聚會上，表示他在區議會上「講嘢咁叻」（好口才）是因為參考當年曾志偉和林敏驄主持的《開心主流派》其中一個環節《開心字典》。
該節目類似無綫電視的《笑星救地球》。

## 主要演員
- 曾志偉（兼任監製）
- 林敏驄（兼任部分集數編審）
- 苑瓊丹
- 安德尊
- 林超榮（兼任部分集數編審及監製）
- 姜皓文
- 黃素歡
- 吳嘉文
- 陳迪華
- 凌腓力
- 李其筠
- 樂蓓
- 湯國明
- 尹麗玉
- 萬綺雯
- 歐錦棠
- 丁櫻
- 陳珩
- 邱月清
- 黎劍星
- 程嵐
- 李麗蕊
- 羅耀雄

## 嘉賓
- 李香琴、盧海鵬、戚美珍、陳山河、賈思樂、鄧碧雲（無線電視EYT演員，與曾志偉份屬好友）（第一集）
- 黃霑 （第二集）

## 歌曲

### 主題曲
- 《擺下擺下》 
  - 主唱：曾志偉、林敏驄，曲詞：林敏驄

### 插曲
- 《三姨》（改編自Bobby Hebb《Sunny》）
  - 主唱：曾志偉、林敏驄，曲：Bobby Hebb，詞：林敏驄
- 《我無厘頭可是我很溫柔》（改編自趙傳《我很醜，可是我很溫柔》及羅文《我冷傲但我是暖流》）
  - 主唱：曾志偉、林敏驄，曲：黃韻玲，詞：林敏驄